# Соколов Сергій Леонідович
Соколо́в Сергі́й Леоні́дович (18 червня (1 липня) 1911, місто Євпаторія, Таврійська губернія — 31 серпня 2012, місто Москва Росія) — радянський воєначальник, міністр оборони СРСР (1984–1987), маршал Радянського Союзу (1978), Герой Радянського Союзу (1980). Кандидат у члени ЦК КПРС у 1966—1968 роках. Член ЦК КПРС у 1968—1989 роках. Кандидат у члени Політбюро ЦК КПРС з 23 квітня 1985 по 26 червня 1987 року. Депутат Верховної Ради СРСР 7—11-го скликань.

## Біографія
Народився в родині службовця. Після революції в 1918 році родина перебралася в повітове містечко Котельнич Вятської губернії. Закінчив дев'ятирічну школу в 1927 році. Трудову діяльність розпочав в 1927 році пакувальником посуду в райспоживспілці, потім був на відповідальній комсомольській роботі. У 1930—1932 роках — звільнений секретар комсомольської організації промкомбінату механічних майстерень в районному доці, пізніше обраний членом бюро райкому комсомолу.
У Червоній армії з травня 1932 року. За комсомольською путівкою отримав право вступу в Горьковську бронетанкову школу. Успішно пройшовши вступні випробування, був зарахований в училище курсантом (травень 1932 — листопад 1934), командував взводом і ротою. З відзнакою пройшовши курс армійської підготовки, на проходження подальшої служби спрямований на Далекий Схід в танкові війська, де командував взводом, ротою і окремим батальйоном. Учасник боїв на озері Хасан (1938), де командував танковою ротою.
Член ВКП(б) з 1937 року.
Учасник німецько-радянської війни. У червні — вересні 1941 року — начальник штабу танкового полку, учасник боїв на Західному фронті. З жовтня 1941 року — старший помічник начальника, а з квітня 1942 року — начальник відділу Автобронетанкового управління РСЧА, з червня 1942 року — начальник штабу цього управління, з січня 1943 по березень 1944 року — начальник 1-го відділу автобронетанкового управління Карельського фронту. У березні — вересні 1944 року — командувач бронетанкових і механізованих військ 32-ї армії Карельського фронту.
У 1944—1947 роках — курсант Військової академії бронетанкових і механізованих військ імені Сталіна.
З листопада 1947 року — командир танкового полку, в травні 1948 — грудні 1949 року — начальник штабу танкової дивізії.
У 1951 році закінчив Вищу військову академію імені Ворошилова. 
З січня 1952 року — командир 14-ї гвардійської механізованої дивізії. З грудня 1954 року — начальник штабу 3-ї гвардійської механізованої армії (з квітня 1957 року — 18-а гвардійська армія). З березня 1958 року — командувач загальновійськовою армією.
У січні 1960 — липні 1964 року — начальник штабу — перший заступник командувача військ Московського військового округу. З липня 1964 року — перший заступник командувача, а з жовтня 1965 по квітень 1967 року — командувач військ Ленінградського військового округу.
З квітня 1967 по 22 грудня 1984 року — перший заступник міністра оборони СРСР.
22 грудня 1984 — 30 травня 1987 року — міністр оборони СРСР.
З червня 1987 по липень 1989 року — генеральний інспектор Групи генеральних інспекторів Міністерства оборони СРСР, згодом старший Групи (на посаді залишався аж до її розформування в січні 1992 року). Деякий час був радником головнокомандувача Об'єднаними Збройними Силами СНД, з вересня 1992 року — радник при Міністерстві оборони Російської Федерації.
Помер 31 серпня 2012 року. Похований в Москві на Новодівочому цвинтарі.

### Військові звання
- полковник (9.09.1943);
- генерал-майор танкових військ (3.08.1953);
- генерал-лейтенант (25.05.1959);
- генерал-полковник (13.04.1964);
- генерал армії (12.04.1967);
- Маршал Радянського Союзу (17.02.1978).

### Нагороди
- Герой Радянського Союзу (28 квітня 1980 року)
- Три ордени Леніна (30 червня 1971 року, 28 квітня 1980 року, 30 червня 1986 року);
- Два ордени Червоного Прапора (20 квітня 1953 року, 22 лютого 1968 року);
- Орден Суворова I ступеня (6 травня 1982 року);
- Орден Вітчизняної війни I ступеня (11 березня 1985 року);
- Два ордени Червоної Зірки (14 січня 1943 року, 6 листопада 1947 року);
- Орден «За службу Батьківщині в Збройних Силах СРСР» 3-го ступеня (30 квітня 1975 року);
- Медаль «За відвагу» (04.11.1938);
- Медаль «За бойові заслуги» (03.11.1944);
- орден «За заслуги перед Вітчизною» ІІ ст. (Російська Федерація) (21 червня 2001 року)
- орден «За заслуги перед Вітчизною» ІІІ ст. (Російська Федерація) (30 червня 1996 року)
- орден «За заслуги перед Вітчизною» IV ст. (Російська Федерація) (2 листопада 2009 року)
- орден Олександра Невського (Російська Федерація) (23 червня 2011 року)
- орден Пошани (Російська Федерація) (1 липня 2006 року)
- Орден Жукова (Російська Федерація)  (25 квітня 1995 года)
- медалі

## Твори
- Соколов С. Л. Ленинский стиль в работе военных кадров. — М.: Воениздат, 1983.